# 天社禁止令
明治3年閏10月17日太政官布告745号は、1870年12月9日（明治3年閏10月17日）に発せられた太政官布告。天社禁止令（てんしゃきんしれい）または天社神道禁止令（てんしゃしんとうきんしれい）とも呼ばれる。
明治政府による陰陽寮廃止政策の一環として出されたもので、同布告により公的に認証を受けた職業としての陰陽師はその存在を禁止されることとなった。

## 内容
（現代語訳）従来、天社神道と名乗り土御門家から免許を受けた者どもが帯刀し絵符を掲げて宿駅を通行することは、はなはだもって言われのないことであるため、以後これらの所業は差し止められるよう厳重に申達するように。なお、今後は門人への免許が一切禁止されると、今般、土御門和丸へお沙汰が下った。各府藩県においてもこの旨をよく心得て、管内を取り締まること。—太政官